# Комп'ютерне товариство ІЕЕЕ
Комп'ю́терне товари́ство ІЕЕЕ є одним з професійних товариств в ІЕЕЕ. В його цілі входить «покращення теорії, практик та застосування знань та технологій з обробки інформації» а також «професійне становлення його членів».
Комп'ютерне товариство є найбільшим з-поміж 38 технічних товариств, згуртованих навколо Технічної Ради ІЕЕЕ.

## Зал Слави
У 2011 році часопис Комп'ютерного товариства IEEE Intelligent Systems у ювілейному числі (до 25-ї річниці) склав Зал Слави, у який увійшли 10 імен:
- Едвард Фейгенбаум за Engineering Knowledge
- Джон Маккарті за Logic and Common Sense
- Марвін Мінський за Cognitive Science and AI
- Дуглас Енгельбарт за AI and Interactive Computing
- Тім Бернерс-Лі за Collective Knowledge
- Лотфі Заде за Fuzzy Logic and Computational Intelligence
- Ноам Чомскі за Computational Linguistics and Cognitive Science
- Радж Редді за AI and Societal Impact
- Джуда Перл за Probability, Causality, and Intelligence
- Нільс Нільссон за Problem Solving and Planning